# Chó sói lai

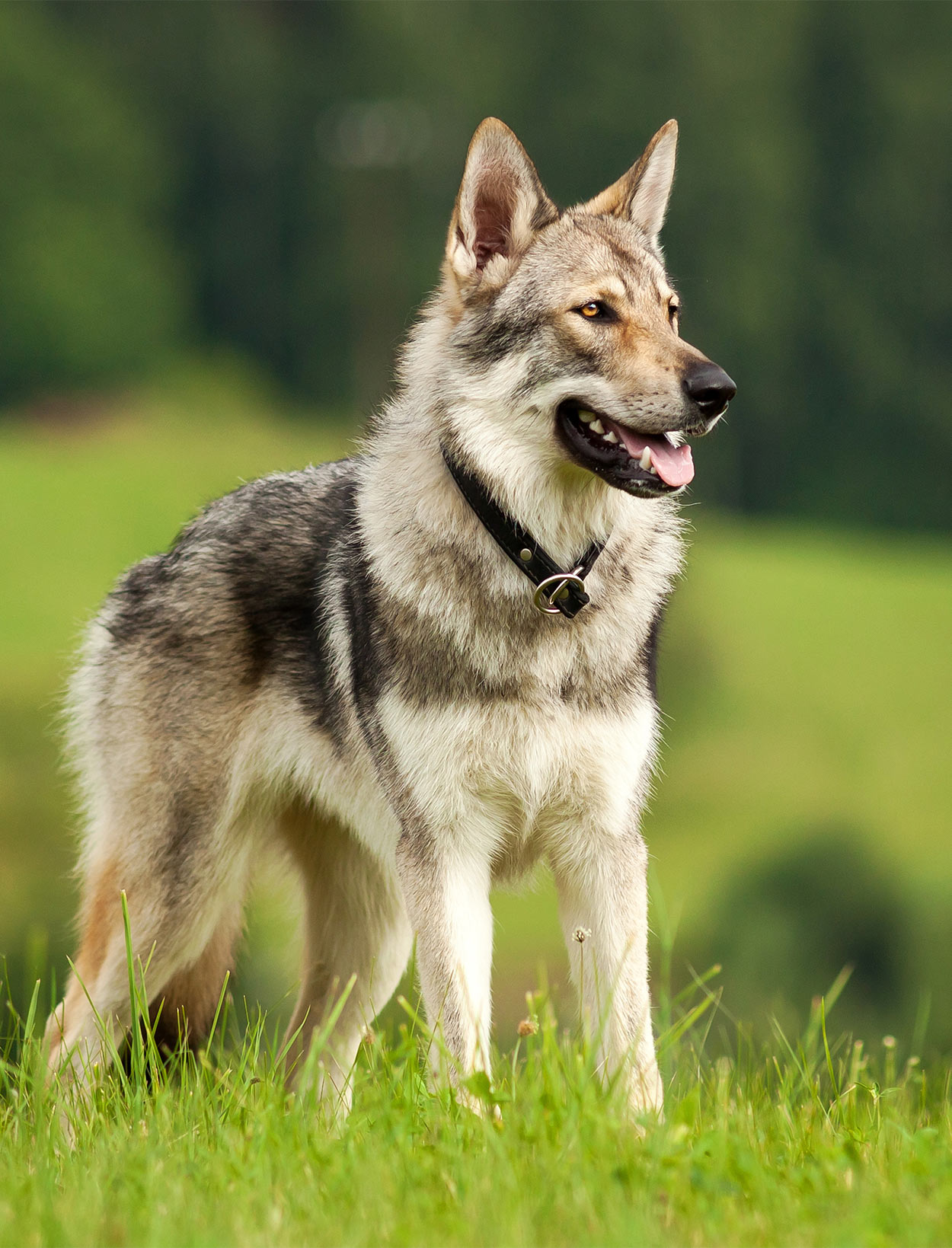
Một con chó lai sói

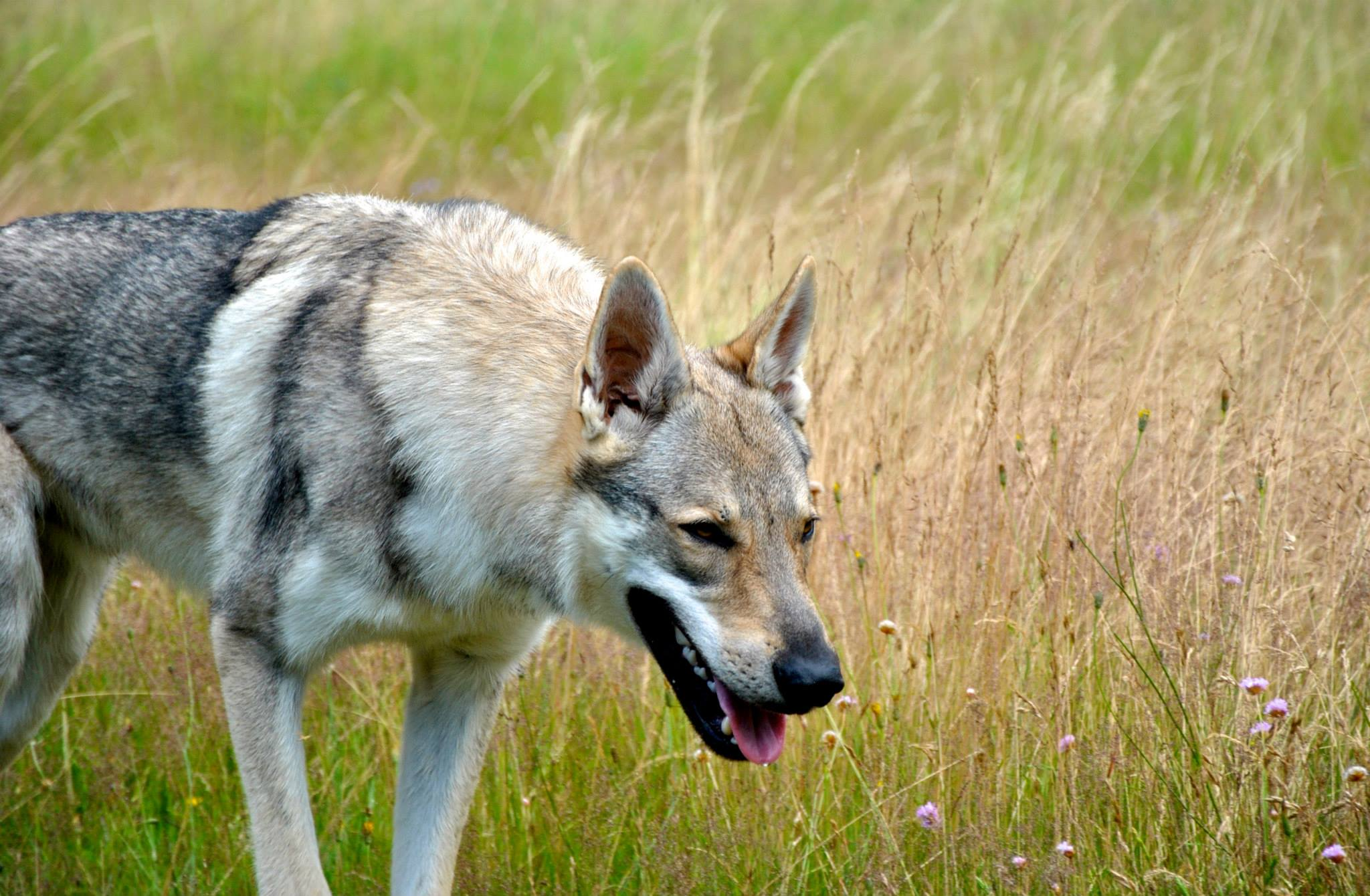
Một con chó lai sói

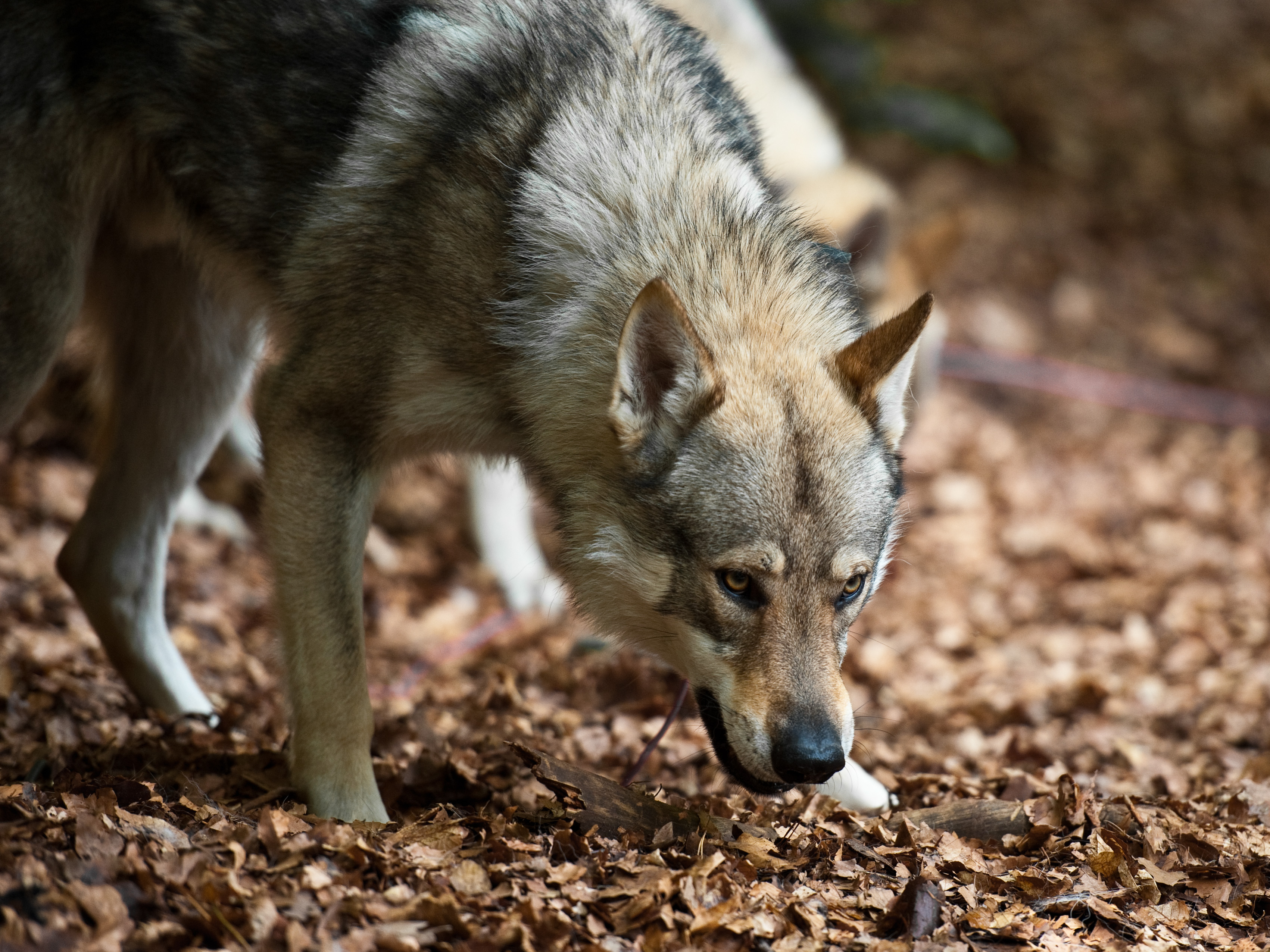
Một con chó lai sói

Chó sói lai (wolf-hybrid), chó lai sói (wolfdog) hay còn gọi là lang cẩu, là thế hệ chó lai được phối giống giữa chó nhà (Canis lupus familiaris) và một số giống sói hoang dã như sói xám (Canis lupus), sói rừng phương đông (Canis lycaon), sói đỏ (Canis rufus) hoặc sói Ethiopia (Canis simensis) để cho ra dòng lai khác loài (hybrid), chúng cũng được xếp vào phân loại chó săn. Chó lai sói là kết quả của sự lai tạo giữa chó nhà thuần chủng và chó sói hoang dã là một trong những giống chó lai nguy hiểm nhất, chúng sở hữu những đặc tính trội hơn các giống chó khác.
Sự trung thành của loài chó nhà và sự sắc bén của loài sói hoang dã là loài thú nuôi kết hợp giữa chó nhà và sói, chúng vừa có tính cách ngoan hiền dễ bảo như một loài vật nuôi quá quen thuộc trong gia đình, nhưng lại vừa có cá tính mạnh, dữ dằn của một loài thú. Đối với loài chó lai sói, con cái có thể nặng tới 45 kg. Con số này với con đực lại lên tới gần 60 kg, bằng một con người trưởng thành, thậm chí nặng đến 65 kg. Chó lai sói thừa hưởng các giác quan phát triển vượt trội hơn hẳn so với họ nhà chó, như thính giác, thị giác, khứu giác.

## Ngoại hình

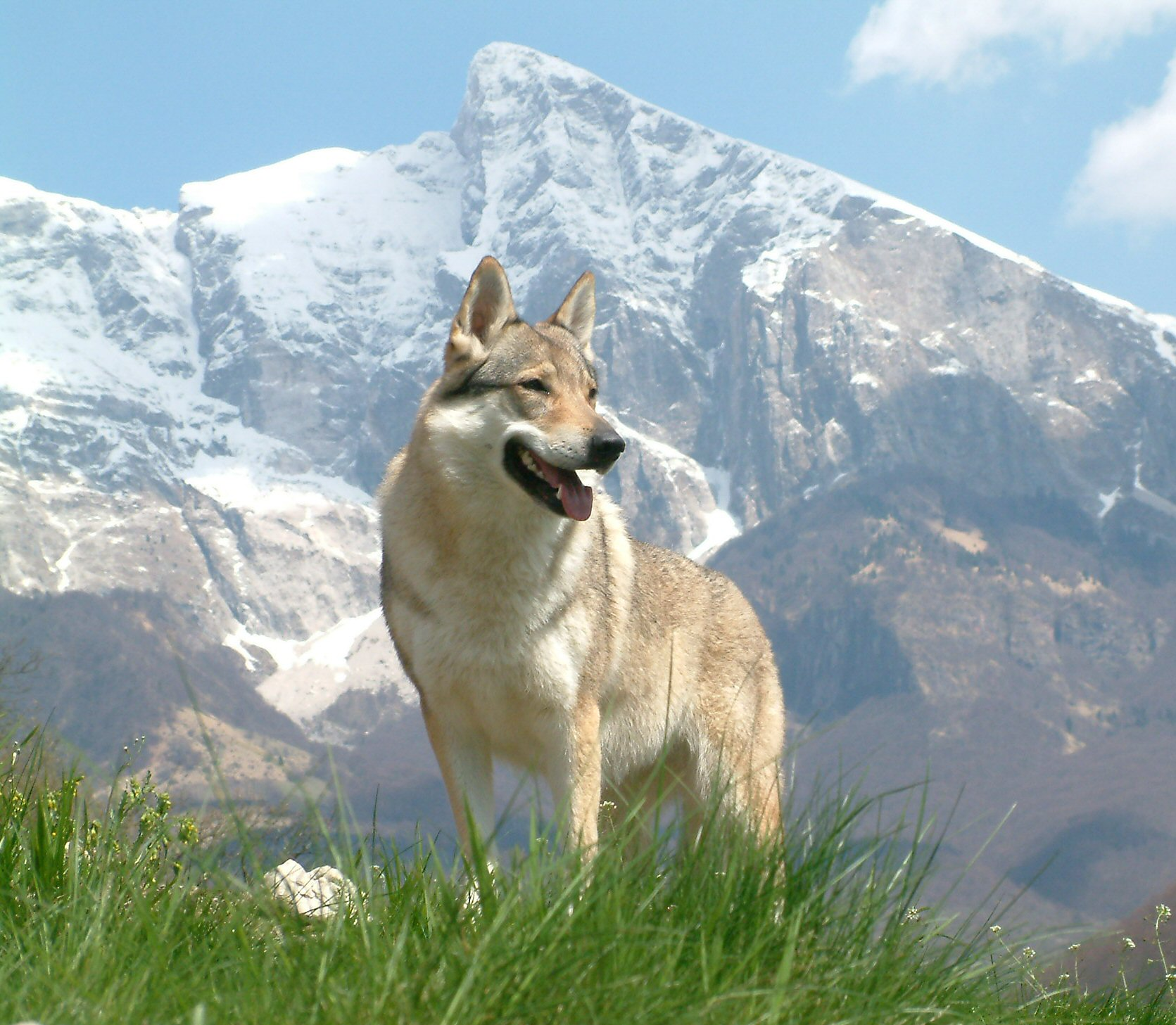
Tổng thể của một con chó lai sói là giống sói phần nhiều

### Phần mõm

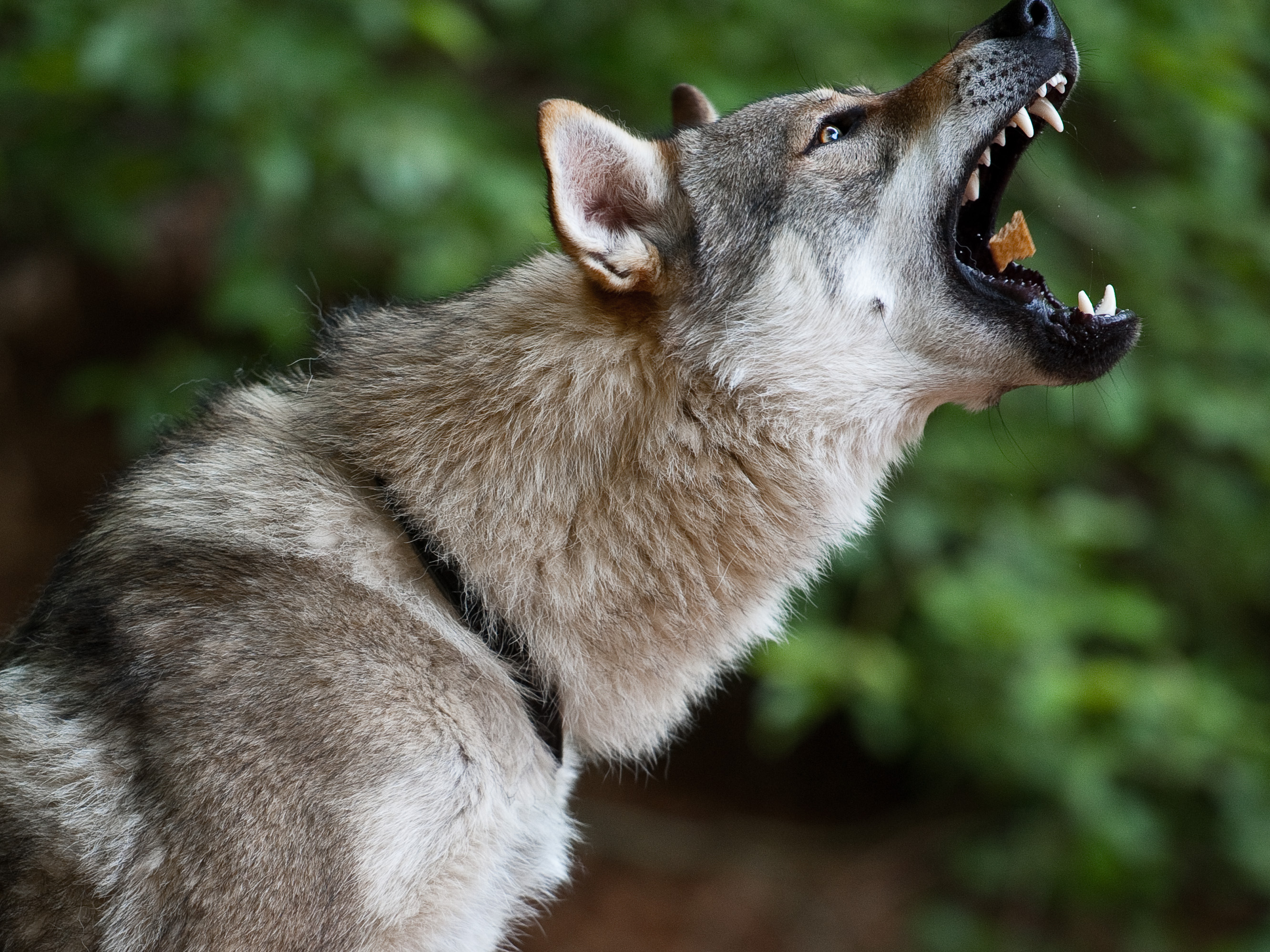
Hàm răng của một con chó lai sói

### Chi, đuôi

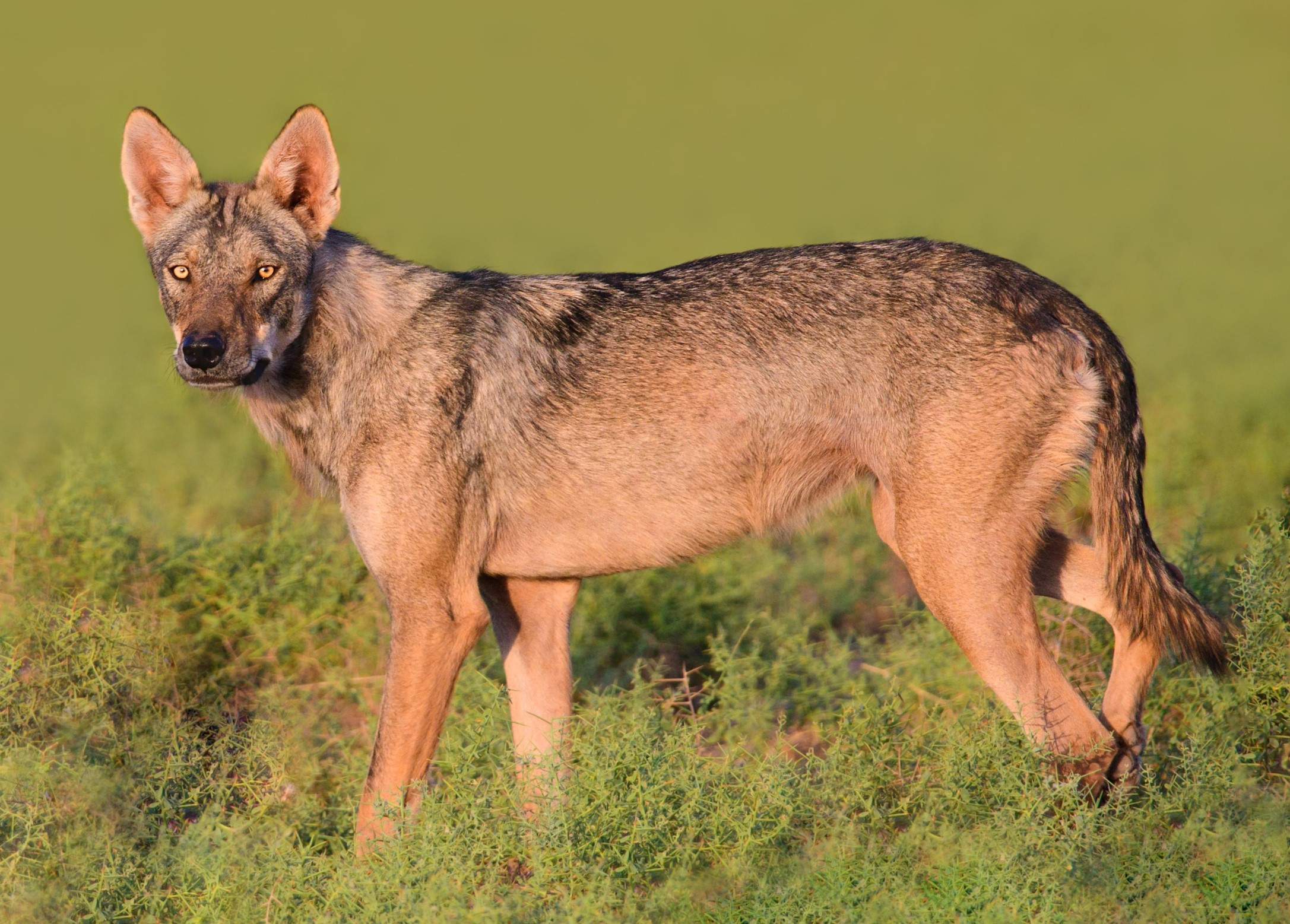
Một con chó lai sói hoang dã trong tự nhiên

### Lông, da

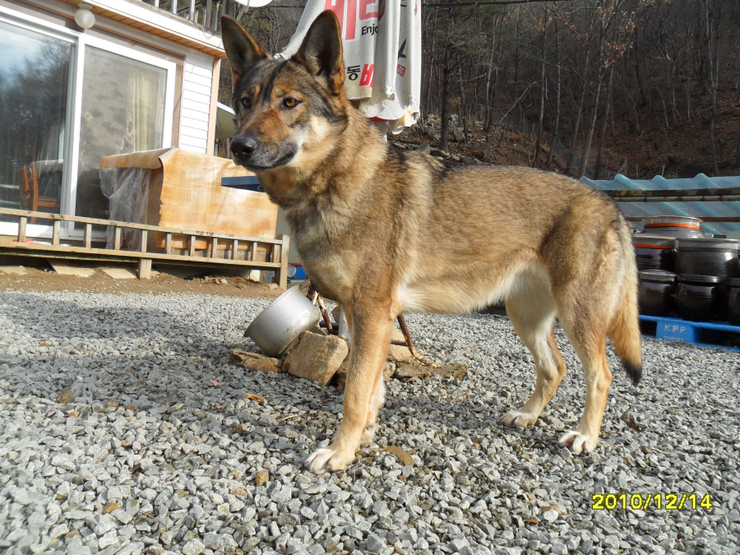
Một con chó lai sói ở Hàn Quốc

### Tính nết

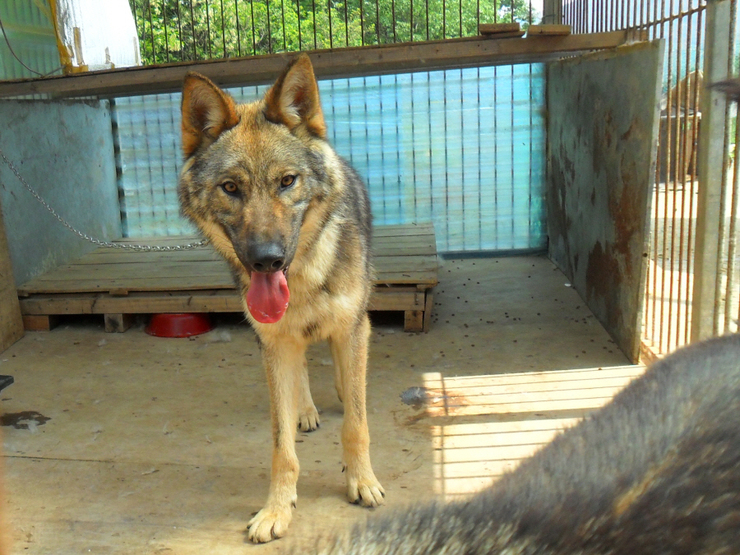
Chó lai sói vừa mang đặc điểm của chó nhà nhưng cũng mang tính cách của loài sói

### Huấn luyện

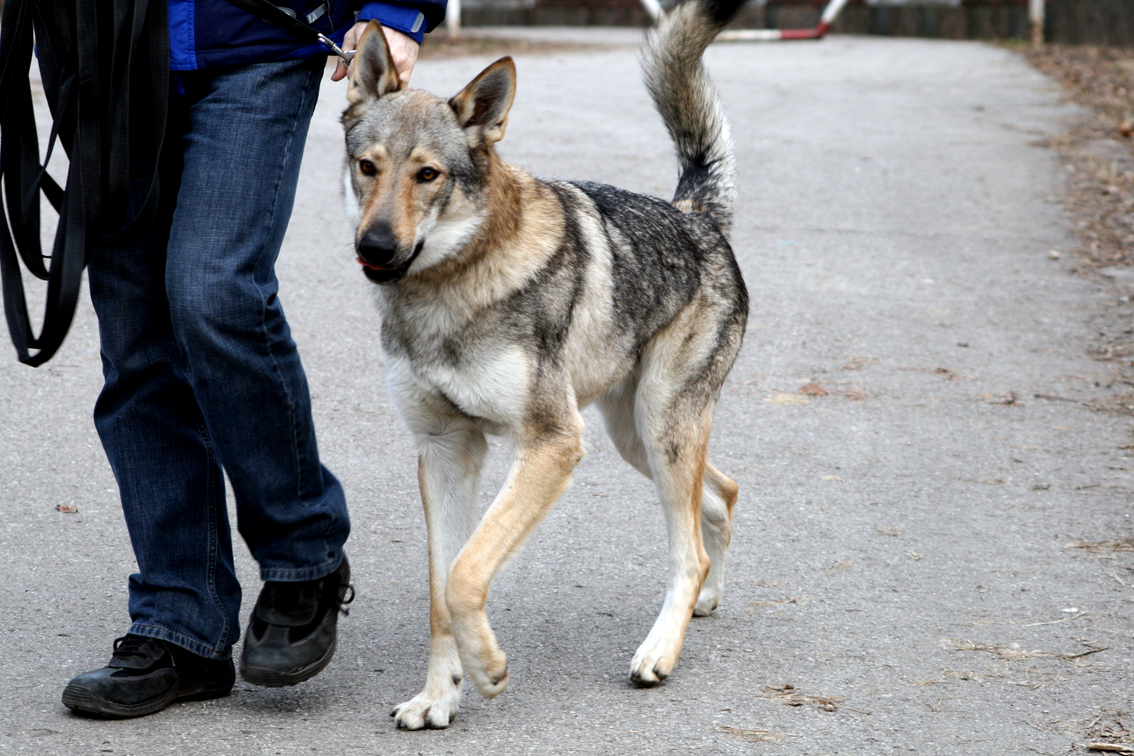
Chó lai sói thích đánh hơi nên chúng được sử dụng như những con chó nghiệp vụ

## Chó lài

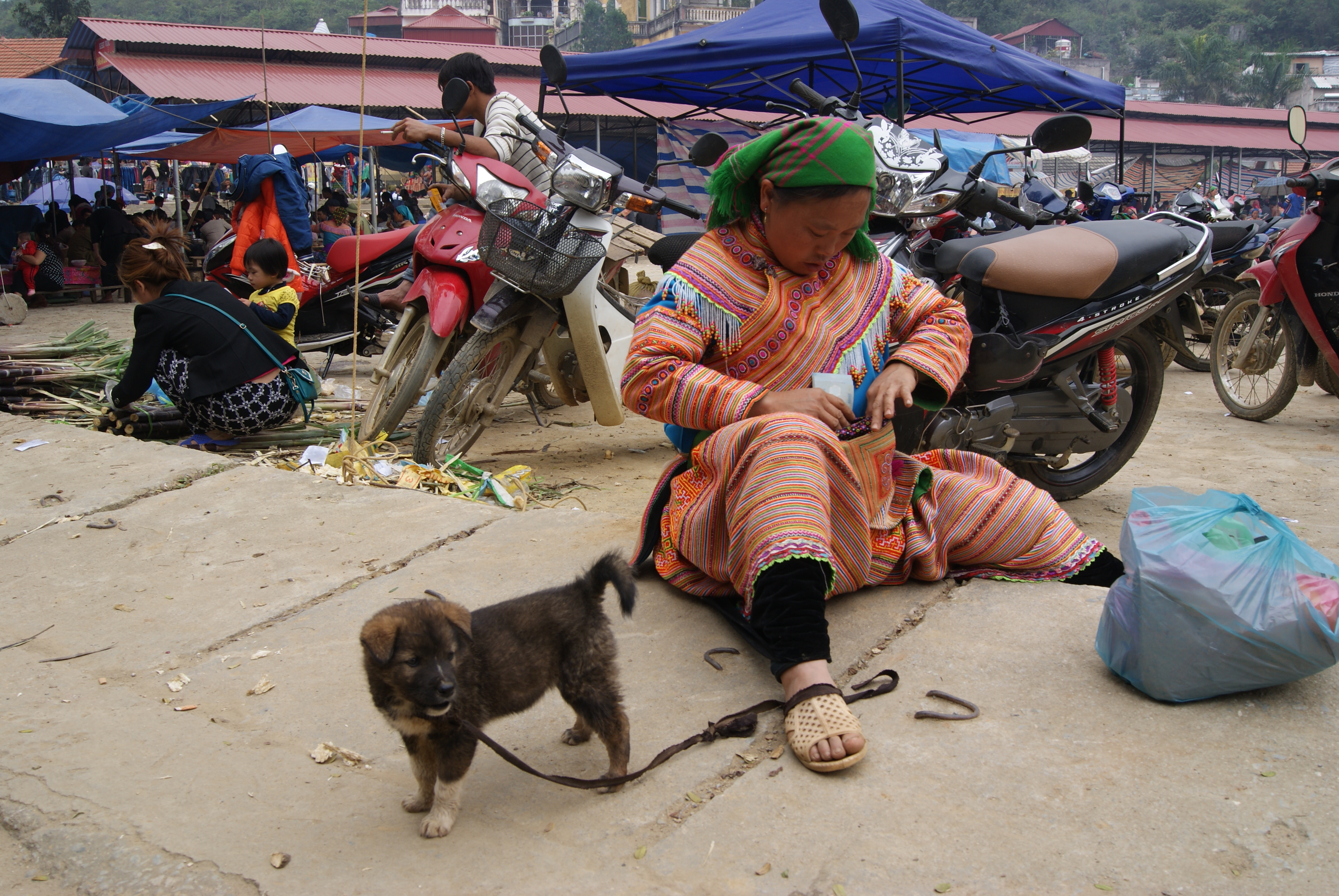
Một chú chó con ở vùng Bắc Hà